# Cimanis
Cimanis is een bestuurslaag in het regentschap Pandeglang van de provincie Banten, Indonesië. Cimanis telt 5410 inwoners (volkstelling 2010).